# 岩株

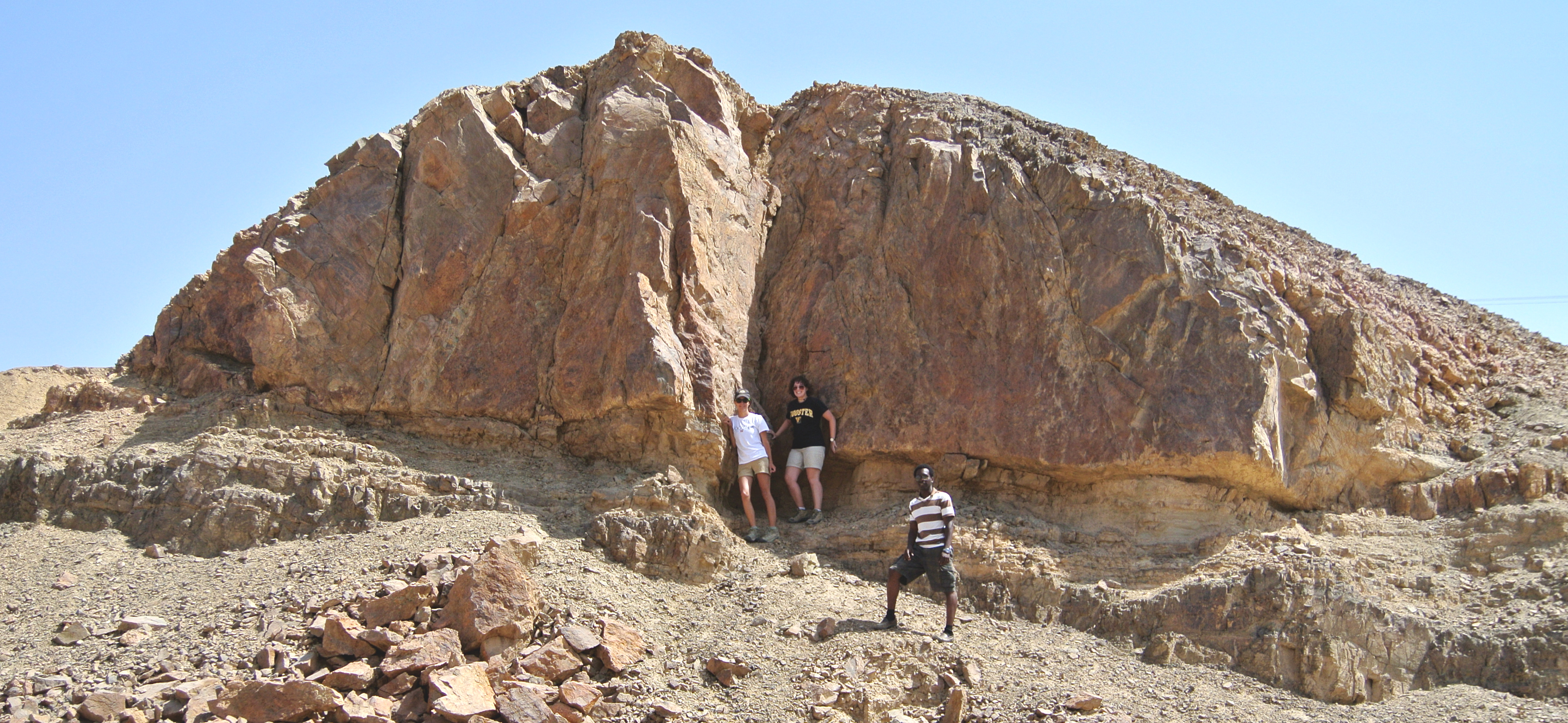
一個三曡紀岩株，由nordmarkite (堿性石英正長岩) 組成, 位於 Gevanim Valley, Makhtesh Ramon, 以色列南部.

岩株（英語：Stock(geology)）在地質學中，是指露出地表小於 100 平方公里（40 平方英里）的侵入火成岩。它與岩磐成因相似但比岩磐規模小。岩株與其侵入的岩石之間的接觸是不整合面。 許多岩株是埋在地下岩磐的的露出的圓頂。。圓形或橢圓形的岩株可能是火山栓的頂 。Boss是指小岩株。
岩株是由在地殼深處的岩漿冷卻形成。 主要由長英質火成岩石類型組成，例如花崗岩、石英二長岩或閃長岩。

## 形成
岩株的表面看起來很均匀的，但是有復雜的演化歷史和結構成分。它們可由多個、不同尺寸（通常至少數公里）的火成岩體組成。需要經過年齡、成分、紋理或結構的分析，才能在其內部劃分不同岩石區塊。每個岩石區塊都是單獨從的侵入岩漿凝固而成的火成岩。
這些深成火成岩體是岩漿形成底闢上升而造成的。因為岩漿底闢是液態的並且非常熱，由於浮力讓它們穿過周圍岩石而上升。大多數岩漿底闢不會到達地表而形成火山，通常是在地下 5 至 30 公里處，冷卻凝固為深成火成岩。另一種觀點認為，深成火成岩岩體不是由大型岩漿底闢的上升形成的，而是由較小體積的岩脈聚集而成的。

## 實例
猶他州帕克城附近的阿爾塔和克萊頓峰岩株（由花崗閃長岩組成)。
加拿大不列顛哥倫比亞省的 Hellroaring Creek 和 Salal Creek 岩株（分別為花崗岩-花崗閃長岩和石英二長岩。
法國比利牛斯-東方的 Céret 岩株（輝長岩和閃長岩。
哥倫比亞 La Guajira 省的 Parashi 岩株（tonalite。
大加那利島 Caldera de Tejeda 的正長岩岩株。
在蘇格蘭的艾爾薩克雷格花崗岩小岩株，是一個火山栓。